# Germán Sánchez Ruipérez
Germán Sánchez Ruipérez (Peñaranda de Bracamonte, Salamanca, 12 de septiembre de 1926 - República Dominicana, 12 de febrero de 2012) fue un empresario del mundo de la edición y persona destacada en el mecenazgo cultural de España con la fundación que lleva su nombre.

## Biografía
Germán Sánchez Ruipérez, hijo de la maestra Encarnación Ruipérez Cristóbal y el librero Germán Sánchez Almeida, ambos de Peñaranda de Bracamonte, se trasladó con su familia a Salamanca terminada la Guerra Civil y en 1942 se incorporó al negocio familiar de la emblemática librería Cervantes de Salamanca que su padre Germán adquirió en 1943 poco después de salir de la prisión . Se casó en 1953 con Ofelia Grande y por esa época viajó a Londres, donde conoció a Sir Stanley Unwin, quién fue una guía fundamental en su formación como editor.
En 1958 fundó  Ediciones Anaya S.A., con sede en Salamanca, destinada a la creación de libros educativos y de texto. Amigo del filólogo Fernando Lázaro Carreter, los manuales de literatura española que este compone para su editorial y su experto asesoramiento convirtieron a la editorial en una de las grandes de España. Posteriormente extiendió su actividad a otras empresas editoriales creando algunas de las más importantes, como Cátedra, Pirámide, Barcanova, Algaida, Anaya Multimedia o Anaya Interactiva, y adquiere otras, como Tecnos, Bibliograf, Credsa, Alianza Editorial (uno de sus grandes éxitos profesionales) y Ediciones del Prado. De la suma de todas ellas nació el Grupo Anaya SA. En este largo proceso contó con colaboradores como Antonio Basanta, Felicidad Orquín y el lexicógrafo Enrique Fontanillo, creador del Diccionario Anaya de la Lengua (1979). Una de sus preocupaciones fue el desarrollo de la cultura del libro infantil y creó varios premios al fomento de la lectura y a la excelencia profesional de profesores o escritores. Además inició una expansión por el continente americano, creando editoriales independientes junto a distintos socios locales.
En 1981 creó la Fundación Germán Sánchez Ruipérez, con sedes en Madrid, Peñaranda de Bracamonte y Salamanca, dedicada a la formación de profesionales del sector editorial y al fomento de la lectura, e impulsó la creación de la Casa del Lector en Madrid. En 1990 fundó un periódico, El Sol, que duró dos años, y desde sus páginas fomentó la cultura publicando una colección económica de grandes autores de la literatura universal que se vendía conjuntamente con cada ejemplar. En los últimos años fue despojándose de los distintos sellos que adquirió, incluido Alianza, y vendió el sello fundacional, para quedarse tan solo al frente de la Fundación Germán Sánchez Ruipérez, cuyo único objetivo sigue siendo la difusión de la lectura.
Murió tras dos días hospitalizado por una caída en la República Dominicana. Su sobrina política, Ofelia Grande de Andrés, que recibió como regalo de cumpleaños por parte de su tío la Editorial Siruela y fue nombrada directora, continuó con las dos vocaciones de su tío: la literatura de adultos y la literatura infantil.

## Distinciones
Fue miembro de patronatos de distintas entidades culturales y fue distinguido con importantes condecoraciones, ya que fue comendador con placa de la Orden de Alfonso X el Sabio y comendador de número de la Orden de Isabel la Católica. Y también  recibió la Medalla de Oro de la Ciudad de Salamanca, la Medalla de Oro de la Cámara de Comercio e Industria de Salamanca, la Distinción del Mercy College de Nueva York y el nombramiento como Caballero de la Orden Nacional del Mérito de Francia. Doctor honoris causa por la Universidad de Salamanca en 2010.